# Automolis confederationis
Automolis confederationis là một loài bướm đêm thuộc phân họ Arctiinae, họ Erebidae.